# Mohaniella indica
Mohaniella indica är en stekelart som beskrevs av Muhammad Sharif Khan 1995. Mohaniella indica ingår i släktet Mohaniella och familjen finglanssteklar. Inga underarter finns listade i Catalogue of Life.